# Neos Gymnastikos Syllogos Īraklīs
Il Neos Gymnastikos Syllogos Īraklīs è una società pallavolistica maschile greca, con sede a Salonicco: milita nel campionato greco di B Ethnikī Andrōn e fa parte della polisportiva Iraklis.

## Palmarès
- Campionato greco: 5

2001-02, 2004-05, 2006-07, 2007-08, 2011-12
- Coppa di Grecia: 6

1999-00, 2001-02, 2003-04, 2004-05, 2005-06, 2011-12
- Supercoppa greca: 4

2004, 2005, 2007, 2008

## Denominazioni precedenti
- 1921-2015: Gymnastikos Syllogos Īraklīs Thessalonikīs
- 2015-2021: Īraklīs Petosfairisī 2015